# Masturus lanceolatus
A Masturus lanceolatus a sugarasúszójú halak (Actinopterygii) osztályának gömbhalalakúak (Tetraodontiformes) rendjébe, ezen belül a holdhalfélék (Molidae) családjába tartozó faj.
Nemének egyetlen faja.

## Előfordulása
A Masturus lanceolatus minden trópusi és szubtrópusi tengervízben előfordul. Az Atlanti-óceán nyugati részén az Amerikai Egyesült Államokhoz tartozó Észak-Karolina vizeitől egészen Brazília délkeleti részéig található meg.

## Megjelenése
Ez a holdhalféle legfeljebb 337 centiméter hosszú. A legnehezebb lemért példány körülbelül 2 tonnás volt. A hal testének hátsó részén elhelyezkedő majdnem egyforma méretű és alakú hátúszón és farok alatti úszón egyaránt 15-19 sugár van. A többi holdhalfélétől eltérően ennek a halnak a farokúszója a végén hegyes, nem kerekded.

## Életmódja
Főleg tengeri halfaj, azonban a brakkvízbe is beúszhat. Általában a tengerek mélyén, körülbelül 670 méter mélyen tartózkodik.

## Képek

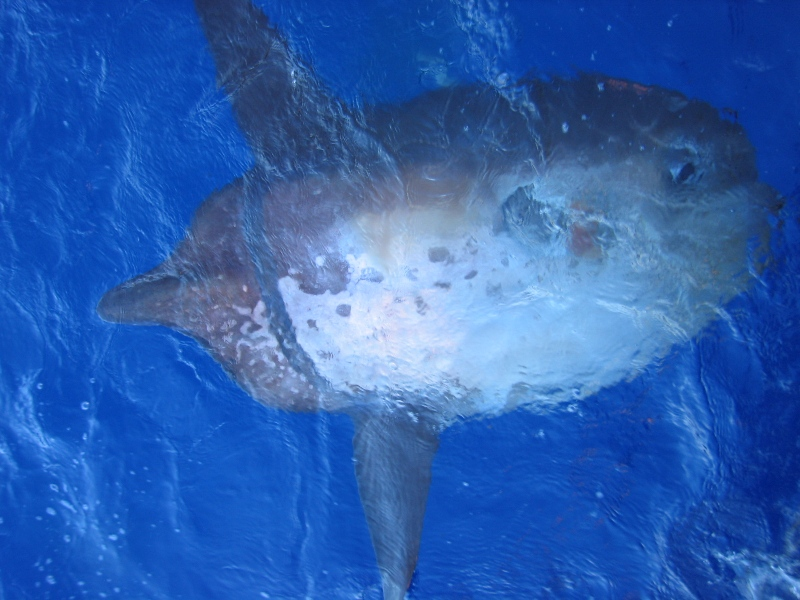
Szabadon és
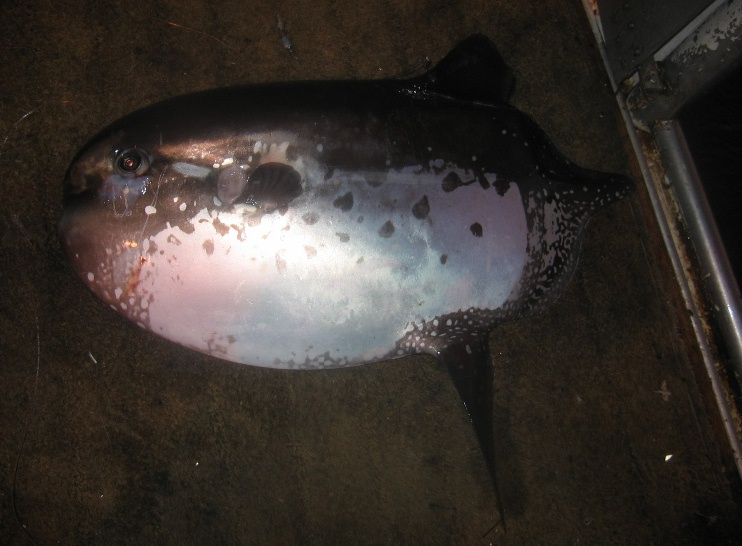
kifogva